# 캐리어 (기업)
캐리어 코퍼레이션(영어: Carrier Corporation)은 미국의 세계 최대 규모 HVAC 제조 및 유통업체 중 하나이다.

## 역사
윌리스 하빌랜드 캐리어는 1902년에 현대적인 에어컨을 발명하여 만들었다. 1915년, 캐리어 엔지니어링 주식회사를 설립하기 위해서, 캐리어와 여섯 명의 기술자가 32,600달러를 모았다.
1979년 7월, 유나이티드 테크놀로지스 회사에 인수되었다.

## 한국내 캐리어 기업 브랜드 현황
- 2011년 (주)오텍 계열사로 정평캐리어가 편입됨 (지분 100%)
- 2000년 7월 대우캐리어 (주)에서 캐리어(주)로 상호변경[2]
- 2000년 5월 캐리어 지분 100% 획득, 대우와의 잔여지분 정리[3]
- 1999년 Carrier와 LG산전의 합작으로 Carrier-LG 합자회사 설립 (지분 15%)
- 1985년 (주) 대우 및 대우전자와 캐리어사와 50:50 합작투자 (지분 50%)